# Porno Graffitti
Porno Graffitti (ポルノグラフィティ Poruno Gurafiti), còn được gọi là Porno (ポルノ Poruno) là một ban nhạc rock nam đến từ Onomichi, Hiroshima, Nhật Bản. Ban nhạc lấy tên từ album phòng thu Pornograffitti của Extreme. Porno Graffitti hiện đang quản lý bởi hãng thu âm SME Records.
Shindō Haruichi ban đầu thành lập ban nhạc cùng với em họ của mình trong thời gian học trung học và lấy tên ban nhạc là "No Score." Sau khi ban nhạc chính thức đi vào hoạt động, Haruichi có mời Okano Akihito và Shiratama "Tama" Masami tham gia cùng. Khi đó, không một ai trong ba thành viên của ban nhạc thực sự đọc được nhạc lý. Haruichi ban đầu là người hát chính, nhưng sau khi nhận thấy Akihito có giọng hát tốt hơn, anh đã nhường lại vị trí này cho Akihito và thay vào đó đảm nhiệm vị trí chơi guitar. Và cũng từ đó, Porno Graffitti ra đời.
Porno Graffitti ra mắt công chúng với bài hát Apollo vào năm 1999. Hai đĩa đơn CD tiếp đó, Saudade và Agehachō, đều bán được hơn một triệu bản tại Nhật. Ban nhạc còn được biết đến với Melissa, bài hát được sử dụng làm nhạc mở đầu cho anime Giả kim thuật sư năm 2003. Ban nhạc cũng thu âm bài hát "Hitori no Yoru", nhạc phim mở đầu thứ hai cho loạt anime GTO năm 2000, và Winding Road, bài hát kết thúc của loạt anime Ghost Slayers Ayashi năm 2006. Một bản thu lại của đĩa đơn năm 2000 "Music Hour" đã được sử dụng trong Moero! Nekketsu Rhythm Damashii Osu! Tatakae! Ouendan 2, một trò chơi cho Nintendo DS. Đĩa đơn "Koyoi, Tsuki ga, Miezu Tomo" được sử dụng trong Bleach: Fade to Black, phim điện ảnh thứ ba của Bleach - Sứ mạng thần chết, và đĩa đơn "Anima Rossa" là nhạc phim mở đầu thứ mười một cho anime Bleach - Sứ mạng thần chết. Đĩa đơn "2012Spark" của Porno Graffitti là bài hát chủ đề cho phim điện ảnh Gyakuten Saiban. Đĩa đơn "Matataku Hoshi no Shita de" là nhạc phim mở đầu lần thứ hai của Magi: Mê cung thần thoại. Đĩa đơn năm 2015 "Oh! Rival" là bài hát chủ đề của phim điện ảnh thứ 19 của loạt Thám tử lừng danh Conan, tựa là Thám tử lừng danh Conan: Ngọn lửa hoa mặt trời. Đĩa đơn năm 2016 của Porno Graffitti mang tên "THE DAY" là nhạc phim mở đầu cho loạt anime anime My Hero Academia.

## Về Porno Graffitti

### Thành viên hiện tại
- Okano Akihito (岡野 昭仁 Okano Akihito, sinh ngày 15 tháng 10 năm 1974)—Hát chính và guitar
- Shindō Haruichi (新藤 晴一 Shindō Haruichi,sinh ngày 20 tháng 9 năm 1974)—Guitar và hát bè

### Thành viên cũ
- Shiratama Masami—Guitar bass và hát bè (rời nhóm vào tháng 6 năm 2004)

## Danh sách đĩa nhạc
- Romantist Egoist (2000)
- foo? (2001)
- Kumo o mo Tsukamu Tami (2002)
- Worldillia (2003)
- Thumpχ (2005)
- M-Cabi (2006)
- The 7th Album Porno Graffitti (2007)
- ∠ Trigger (2010)
- Panorama Porno (2012)
- RHINOCEROS (2015)

## Sự nghiệp văn học
- The History of Porno Graffitti from Innoshima (23 tháng 3 năm 2001)
- Real Days (19 tháng 4 năm 2004)
- Porno Graffitti Document Photo Book 7th Live Circuit "Switch" (29 tháng 3 năm 2006)
- Bessatsu Kadokawa Sōryoku Tokushū Porno Graffitti "Chōsen" (6 tháng 4 năm 2012)
- PORNOGRAFFITTI × PATi►PATi COMPLETE BOOK ～15years file～ (1 tháng 10 năm 2014)